# Arte e critica
Arte e critica, anche conosciuta con il nome esteso di Arte e critica. Trimestrale di cultura artistica contemporanea, è una rivista specializzata nell'arte contemporanea fondata da Roberto Lambarelli nel 1993.

## Storia di Arte e critica
Arte e critica. Trimestrale di cultura artistica contemporanea nacque nel 1993 da un'idea di Roberto Lambarelli al fine di indagare l'arte contemporanea internazionale e fornire un punto d'incontro tra artisti ed istituzioni, ma anche per facilitare un dialogo tra comunità e sistema dell'arte.